# Evander Holyfield
Evander Holyfield (* 19. Oktober 1962 in Atmore, Alabama) ist ein ehemaliger US-amerikanischer Profiboxer und sowohl unumstrittener Schwergewichts- als auch Cruisergewichtsweltmeister. Er bekam im Laufe seiner Karriere den Spitznamen The Real Deal verliehen, was so viel wie Der einzig Wahre bedeutet. Er ist der einzige Boxer in der Geschichte, der viermal Weltmeister im Schwergewicht wurde (WBA-, WBC- und IBF-Titel 1990, WBA- und IBF-Titel 1993 und den WBA-Titel 1996 und 2000).
Er ist ehemaliger WBA-, WBC- und IBF-Weltmeister im Cruisergewicht, sowie ehemaliger WBC-, WBF-, vierfacher WBA- und dreifacher IBF-Weltmeister im Schwergewicht.

## Amateur
Holyfield wollte ursprünglich Karriere im American Football machen, ehe er sich an der High School dem Boxsport zuwandte. Als Amateur bestritt er 174 Kämpfe, von denen er 160 gewann und nur vierzehn verlor. 1983 belegte er bei den Panamerikanischen Spielen in Caracas den zweiten Platz im Halbschwergewicht, nachdem er dem Kubaner Pablo Romero unterlegen war.
1984 gewann er das renommierte Golden-Gloves-Turnier und qualifizierte sich für die Teilnahme an den im selben Jahr stattfindenden Olympischen Sommerspielen in Los Angeles. Er galt dort als Favorit auf den Sieg in der Halbschwergewichtsklasse, wurde jedoch im Halbfinale gegen den Neuseeländer Kevin Barry, dem späteren Manager von David Tua, höchst umstritten wegen Schlagens nach dem Rundengong disqualifiziert und musste sich mit der Bronzemedaille zufriedengeben.

## Profikarriere

### Cruisergewicht
Im November des gleichen Jahres wechselte er zum Profiboxen und wurde nach Siegen gegen Dwight Qawi im Juli 1986, gegen den Rechtsausleger Rickey Parkey im Mai 1987 und Carlos De León im April 1988 von allen drei bedeutenden Boxverbänden WBA, IBF und WBC als Weltmeister im Cruisergewicht anerkannt. Der erste Kampf gegen Qawi (W15) gilt als einer der besten der Geschichte in der Cruisergewichtsklasse. Das Rematch gewann Holyfield schon in der 4. Runde.
Er war damit für 18 Jahre der einzige unumstrittene Weltmeister dieser Klasse, erst O’Neil Bell konnte 2006 die Titel erneut vereinigen.

### Schwergewicht
Im Juli 1988 trat Holyfield erstmals im Schwergewicht an. Mit K.-o.-Siegen gegen James Tillis, Pinklon Thomas, Alex Stewart, Adilson Rodrigues und vor allem mit einem legendären Kampf gegen Michael Dokes arbeitete er sich in den Ranglisten nach oben.
Am 25. Oktober 1990 gewann er schließlich die WM-Titel aller drei damals wichtigen Verbände im Schwergewicht durch einen klaren K.-o.-Sieg in der dritten Runde gegen seinen untrainierten Rivalen James „Buster“ Douglas. Dieser hatte zuvor sensationell Mike Tyson k. o. geschlagen.
In der Folgezeit verteidigte Holyfield die Titel dreimal erfolgreich, gegen die damals jeweils 42-jährigen Exweltmeister George Foreman und Larry Holmes nach Punkten sowie gegen Ersatzgegner Bert Cooper durch K. o. in der 7. Runde.
Am 13. November 1992 verlor Holyfield seinen Weltmeistertitel in einem hochklassigen Kampf gegen den als Profi ungeschlagenen Silbermedaillengewinner der Olympischen Spiele von 1988, Riddick Bowe. Nach dieser Punktniederlage erklärte er seinen Rücktritt.

### Erstes Comeback
Kurze Zeit später widerrief er diese Entscheidung und nahm sich Emanuel Steward statt George Benton als neuen Trainer. Er schlug erneut Alex Stewart, wirkte aber auf Journalisten formschwach.
Anschließend kam es am 6. November 1993 zum Rückkampf gegen Bowe, den Holyfield mit einer völlig anderen Strategie als im ersten Kampf, nämlich „In and Out“ statt „Pressure Fighting“ knapp nach Punkten für sich entscheiden konnte. Hier ging es nur noch um zwei der drei Titel, da Bowe sich zuvor geweigert hatte, den der WBC gegen Lennox Lewis zu verteidigen und diesen dann niedergelegt hatte. Der Kampf blieb auch dadurch in Erinnerung, dass während der 7. Runde ein Mann mit einem Paragleiter im Ring zu landen versuchte und so eine längere Unterbrechung bewirkte.
Nach dem neuerlichen, wiederum umstrittenen Verlust der beiden verbliebenen WM-Titel am 22. April 1994 gegen den ungeschlagenen und durchaus angesehenen, aber als Außenseiter in den Kampf gegangenen Rechtsausleger Michael Moorer wurde bei Holyfield ein angeborener Herzfehler diagnostiziert, der sein Karriereende zu besiegeln schien. Holyfield bestritt jedoch die Diagnose und führte sie auf die Einnahme falscher Medikamente zurück. Dennoch bestritt er in der unmittelbaren Folgezeit keine Kämpfe.

### Zweites Comeback
Dreizehn Monate später bestritt er ein erneutes Comeback und besiegte den ehemaligen WBO-Weltmeister Ray Mercer, der zuvor in einigen Kämpfen enttäuscht hatte, sich hier aber wieder in Topform präsentierte, in einem harten Kampf nach Punkten und hatte ihn erstmals in dessen Karriere am Boden, Mercer ging erst wieder 2002 im Alter von 41 in einer K.-o.-Niederlage gegen Wladimir Klitschko zu Boden.
Am 4. November 1995 boxte er dann in einem Nichttitelkampf ein drittes Mal gegen Riddick Bowe. Diesmal unterlag er jedoch durch K. o. in der achten Runde, nachdem er selbst zunächst Bowe in der sechsten Runde, zum ersten Mal in dessen Profilaufbahn, am Boden hatte. Holyfield machte für diese Niederlage später eine Hepatitiserkrankung verantwortlich.

### Kämpfe gegen Tyson und Lewis
Am 9. November 1996 kam es schließlich zu dem seit Jahren geplanten Kampf gegen Mike Tyson um den WBA-Titel.
Tyson hatte 1996 zunächst die WM-Titel der Verbände WBA und WBC zurückerobert, den WBC-Titel aber abgegeben, weil Lennox Lewis Pflichtherausforderer war (vergleichbar mit Bowes Niederlegung des WBC-Titels 1993) und Holyfield nach seiner K.-o.-Niederlage gegen Bowe als klarer Außenseiter galt.
Auch einen naheliegenden Fight gegen Riddick Bowe, der ja gerade Holyfield ausgeknockt hatte, strebte Tyson nicht an. Holyfield, der seine ganze Karriere bei Main Events gewesen war, musste bei Tysons Promoter Don King unterschreiben, um den Kampf zu bekommen.
Angesichts der K.-o.-Niederlage gegen Bowe und seiner angeblichen Herzprobleme galt Holyfield als krasser Außenseiter. Das Ring Magazine prognostizierte lakonisch: „Holyfield has no shot. Tyson KO1“. Die Wettquoten eröffneten dementsprechend mit 25 zu 1, gingen dann etwas herunter auf 16 zu 1 zu Tysons Gunsten. Bei einer Umfrage des „Las Vegas Review Journal“ setzten 47 von 48 Journalisten auf Mike Tyson.
Holyfield war auf diesen Kampf jedoch gut vorbereitet: Unter anderem sparrte er mit dem in die Weltspitze vorrückenden David Tua, dessen Statur sowie Kampfstil Tyson stark ähnelten. Besonders in der Nahdistanz sollte sich dieses gegnerzentrierte Training auszahlen: Holyfield präsentierte sich während des gesamten Kampfes in hervorragender Verfassung, boxte taktisch perfekt und besiegte Tyson sensationell durch Technischen K. o. in der elften Runde. Er war damit nach dem legendären Muhammad Ali erst der zweite Boxer, dem es gelang, dreimal einen anerkannten WM-Titel im Schwergewicht zu erringen. Linearer Weltmeister war er im Gegensatz zu diesem allerdings keineswegs jedes Mal.
Der Rückkampf am 28. Juni 1997 endete mit einem Eklat: Der Kampf wurde nach der dritten Runde abgebrochen, nachdem Tyson, der die ersten beiden Runden verloren hatte, seinem Gegner ein Stück aus dem rechten Ohr gebissen hatte. Wegen dieser groben Unsportlichkeit wurde der Herausforderer disqualifiziert und für ein Jahr gesperrt.
Am 8. November 1997 besiegte Holyfield seinen ehemaligen Bezwinger, den IBF-Titelträger Michael Moorer, der in
diesem Rückkampf fünfmal zu Boden ging, souverän durch Technischen K. o. in der achten Runde und vereinigte damit wieder die WM-Titel von zweien der vier bedeutendsten Boxverbände auf sich.
Mit einem Kampf gegen Lewis hatte er es allerdings nicht ganz so eilig, er verteidigte die Titel zunächst gegen den eher schwach eingeschätzten Vaughn Bean, der allerdings auch Moorer 1997 schon Probleme bereitet hatte, und erreichte nur einen Punktsieg. Er hatte auch vor, gegen Henry Akinwande zu boxen, der aber mit Hepatitis ausfiel.
Der Vereinigungskampf gegen den WBC-Weltmeister Lennox Lewis am 13. März 1999 in New York brachte ein kontroverses Ergebnis: Obwohl Lewis nach Meinung aller Experten klar überlegen war, wurde der Kampf unentschieden gewertet.
Im Rückkampf, der im November 1999 in Las Vegas stattfand, unterlag Holyfield dann einstimmig nach Punkten gegen Lewis, der somit die drei bedeutendsten WM-Titel auf sich vereinigte. Das Ergebnis war allerdings erneut strittig: so brachte beispielsweise die New York Post  mit der Schlagzeile „They Blew It Again“ („Sie haben es wieder verbockt“) die vielfach vertretene Meinung auf den Punkt, dass diesmal Holyfield von den Punkterichtern benachteiligt worden war. Auch HBO und einige Experten hatten Holyfield knapp vorne gesehen. „Boxing Monthly“ machte aber eine Umfrage, die ergab, dass eine breite Mehrheit der Journalisten Lewis vorn hatte. Die CompuBox-Statistik zeigte mehr Treffer für Lewis. Das „Ring Magazine“ wertete unentschieden und beließ Lewis auf Platz eins in ihrer Rangliste.
In der Folgezeit konnte Holyfield nicht mehr an frühere Leistungen anknüpfen. Am 12. August 2000 gewann er durch einen knappen Punktsieg gegen den nicht besonders angesehenen John Ruiz, bis dahin nur durch seine 19-Sekunden-Niederlage gegen David Tua bekannt, erneut den zuvor von Lewis niedergelegten Titel der WBA, weswegen er von manchen US-Amerikanern als „erster vierfacher Weltmeister“ verklärt wurde, obwohl offensichtlich war, dass er nicht mehr der „wahre“ Weltmeister war. Der Rückkampf gegen Ruiz im März 2001 endete für Holyfield mit einer Punktniederlage und dem Verlust des WBA-Titels, er musste sogar zu Boden. Ein dritter Kampf im Dezember desselben Jahres brachte ein Unentschieden.
Es folgte ein Sieg durch „technische Entscheidung“ gegen den Ex-Weltmeister Hasim Rahman am 1. Juni 2002. Aufgrund einer enormen Schwellung an Rahmans Stirn, die Holyfield durch einen, nach Ringrichtermeinung versehentlichen, Kopfstoß verursacht hatte, wurde der Kampf in der achten Runde abgebrochen und Holyfield zum Sieger erklärt, da er zu diesem Zeitpunkt nach der  Meinung von zweien der drei Punktrichter mit 6:1 Runden vorn lag. Tatsächlich entstand die Schwellung durch Schlagwirkung eines rechten Hakens Holyfields 50 Sekunden vor Ende der 7. Runde, weshalb der Kampf mit TKO zugunsten von Holyfield hätte gewertet werden müssen.
Im Kampf um den vakanten IBF-WM-Titel am 14. Dezember 2002 gegen Chris Byrd verlor Holyfield dann aber klar nach Punkten. Im Oktober 2003 unterlag er James Toney sogar durch TKO – seine Ecke warf in der 9. Runde das Handtuch – und auch gegen Larry Donald verlor er im November 2004. Trotz dieser dritten Niederlage in Folge weigerte er sich, zurückzutreten und wurde daraufhin in den USA gesperrt, um ihn „vor sich selbst zu schützen“.

### Drittes Comeback

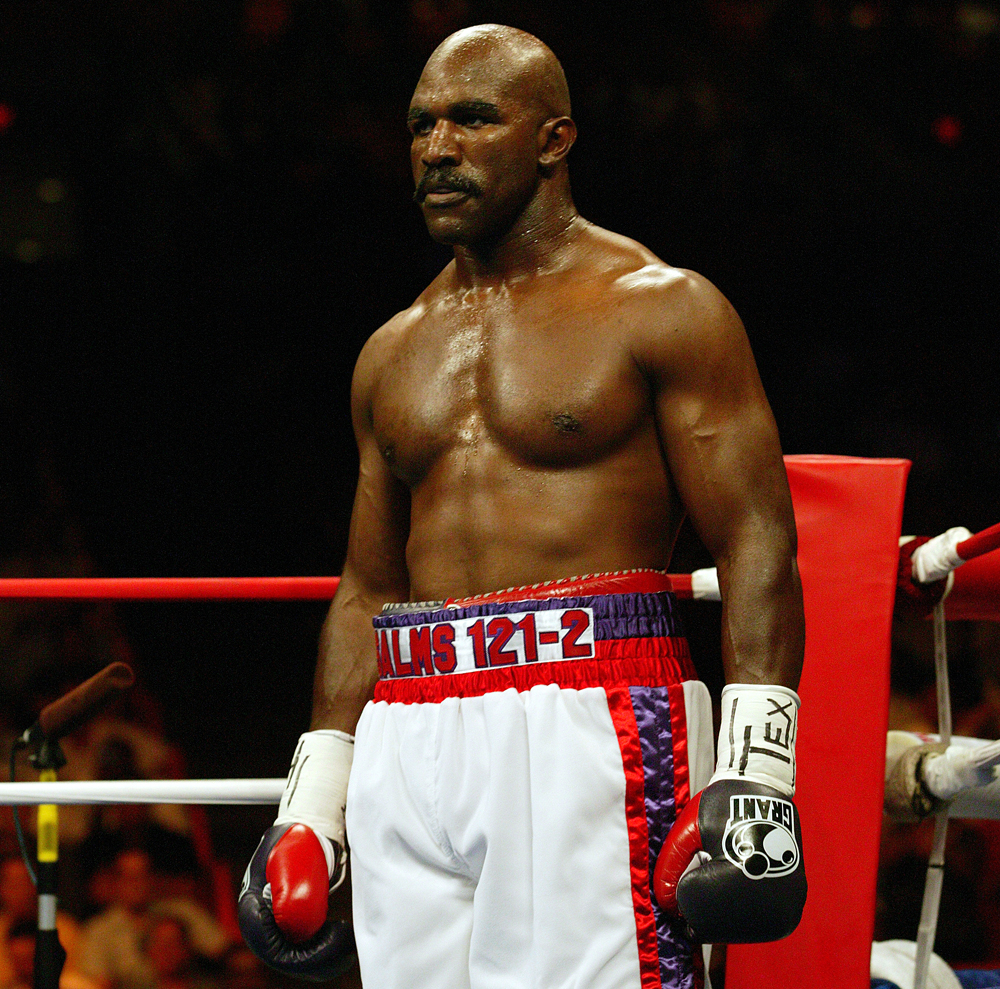
Evander Holyfield gegen Lou Savarese im Juni 2007

Holyfield wollte sich damit nicht abfinden und kündigte 2005 an, ungeachtet der Sperre in den Ring zurückzukehren. Geplant war unter anderem ein Kampf gegen Andreas Sidon in Deutschland, der jedoch nicht zustande kam.
Im Juni 2006 gab er sein Comeback bekannt. So trat er, mittlerweile 43-jährig, am 18. August 2006 in Texas gegen den Aufbaugegner Jeremy Bates (Bilanz 21-11) an und gewann durch Technischen K. o. in der zweiten Runde.
Er kündigte daraufhin weitere Kämpfe und sogar eine erneute Vereinigung aller WM-Titel an, was von Experten mit äußerst kritischen Augen gesehen wurde. Sein nächster Gegner war dann am 10. November 2006 zunächst Fres Oquendo in San Antonio. Holyfield konnte seinen leicht favorisierten Gegner in der ersten Runde zu Boden schlagen; anschließend verlief der Kampf relativ ausgeglichen. Am Ende wurde Holyfield einstimmig, aber nicht unumstritten, zum Punktsieger und USBA-Champion erklärt. Anschließend besiegte er Vinny Maddalone durch Technischen K. o. in der dritten Runde und Lou Savarese nach Punkten.
Zwischenzeitlich bestritt er einen Show-„Boxkampf“ bei der WWE gegen den Wrestler Matt Hardy, der am 18. August 2007 ausgestrahlt wurde.
Am 13. Oktober 2007 trat Holyfield in Moskau gegen den ungeschlagenen WBO-Weltmeister im Schwergewicht, Sultan Ibragimow an. Ursprünglich hatte Ibragimow eine Titelvereinigung gegen den amtierenden WBA-Weltmeister, Ruslan Chagayev geplant, die allerdings wegen dessen Hepatitiserkrankung abgesagt wurde, so dass er kurzfristig die Chance erhielt, als Ersatzgegner um die WBO-Weltmeisterschaft zu kämpfen. Holyfield verlor den Kampf klar nach Punkten.
Am 20. Dezember 2008 trat Evander Holyfield gegen den WBA-Weltmeister Nikolai Walujew an. Er verlor den Kampf umstritten nach Punkten. Zwei Punktrichter werteten den Kampf für Walujew, ein Punktrichter wertete den Kampf 114:114 unentschieden. Nach der Urteilsverkündung kam es zu massiven Protesten gegen die Wertung. Das anwesende Publikum und Holyfields Trainer Tommy Brooks hatten Holyfield in Führung gesehen und machten ihrem Unmut Luft. Walujew agierte über weite Strecken des Kampfes passiv und konnte keine eigenen Treffer anbringen. US-amerikanische Medien sprachen nach Kampfende von einem „Skandal-Urteil“ und bezichtigen die Punktrichter, Holyfield den verdienten Titel geraubt zu haben.
Auch in Deutschland ergab eine Umfrage der Bild, dass 88 Prozent der teilnehmenden Leser Holyfield als klaren Sieger gesehen hatten.
Sauerland Event versprach noch am Kampfabend in Zürich einen Rückkampf für Holyfield, welcher 2009 stattfinden sollte.
Holyfield hatte bei der WBA Protest gegen das Urteil eingelegt. Die WBA hatte daraufhin eine Untersuchungskommission eingerichtet, die den Kampf nochmals analysierte.
Über ein Jahr nach seiner umstrittenen Niederlage gegen den Russen Nikolai Walujew stand der inzwischen 47-Jährige erneut im Ring. Am 10. April 2010 gewann er gegen Francois Botha in Las Vegas in der 8. Runde durch TKO und gewann den Titel als Weltmeister im Schwergewicht nach Version der WBF erneut. Ebenfalls durch TKO in Runde 10 besiegte Holyfield Brian Nielsen am 7. Mai 2011 in Dänemark und verteidigte seinen Titel. Es war sein letzter Kampf als Profiboxer.
Am 11. September 2021 boxte Evander Holyfield aufgrund der coronabedingten Absage von Óscar de la Hoya gegen Vitor Belfort. Der Kampf wurde aufgrund des hohen Alters sowie der Boxpause in Florida ausgetragen, anstatt wie zuvor geplant in Kalifornien. Dieses Comeback verlor Holyfield aufgrund TKOs in der ersten Runde.

## Daten
- Profidebüt:
15. November 1984

- Weltmeistertitel:
12. Juli 1986: WBA-Weltmeister im Cruisergewicht (5 Titelverteidigungen)
15. Mai 1987: IBF-Weltmeister im Cruisergewicht (3 Titelverteidigungen)
09. April 1988: WBC-Weltmeister im Cruisergewicht
25. Oktober 1990: WBC-Weltmeister im Schwergewicht (2 Titelverteidigungen)
25. Oktober 1990: WBA-Weltmeister im Schwergewicht (3 Titelverteidigungen)
25. Oktober 1990: IBF-Weltmeister im Schwergewicht (3 Titelverteidigungen)
06. November 1993: WBA-Weltmeister im Schwergewicht
06. November 1993: IBF-Weltmeister im Schwergewicht
09. November 1996: WBA-Weltmeister im Schwergewicht (4 Titelverteidigungen)
08. November 1997: IBF-Weltmeister im Schwergewicht (2 Titelverteidigungen)
12. August 2000: WBA-Weltmeister im Schwergewicht
10. April 2010: WBF-Weltmeister im Schwergewicht (2 Titelverteidigungen)

- Trainer:
Don Turner, Tommy Brooks, Lou Duva, Charles Benton, Emanuel Steward

## Liste der Profikämpfe
| 44 Siege (29 K.-o.-Siege), 10 Niederlagen, 2 Unentschieden |               |                                                              | |                                                     |
| Jahr                                                       | Tag           | Ort                                                          | Gegner                                                                                              | Ergebnis für Holyfield                              |
| 1984                                                       | 15. November  | Madison Square Garden, New York, New York, USA               | Lionel Byarm                                                                                        | Punktsieg (einstimmig) / 6 Runden                   |
| 1985                                                       | 20. Januar    | Harrah's Marina Hotel Casino, Atlantic City, New Jersey, USA | Eric Winbush                                                                                        | Punktsieg (einstimmig) / 6 Runden                   |
| 1985                                                       | 13. März      | Scope Arena, Norfolk, Virginia, USA                          | Fred Brown                                                                                          | Sieg / TKO 1. Runde                                 |
| 1985                                                       | 20. April     | Memorial Coliseum, Corpus Christi, Texas, USA                | Mark Rivera                                                                                         | Sieg / TKO 2. Runde                                 |
| 1985                                                       | 20. Juli      | The Scope, Norfolk, Virginia, USA                            | Tyrone Booze                                                                                        | Punktsieg (einstimmig) / 8 Runden                   |
| 1985                                                       | 29. August    | The Omni, Atlanta, Georgia, USA                              | Rick Myers                                                                                          | Sieg / TKO 1. Runde                                 |
| 1985                                                       | 30. Oktober   | Harrah's Marina Hotel Casino, Atlantic City, New Jersey, USA | Jeff Meachem                                                                                        | Sieg / TKO 5. Runde                                 |
| 1985                                                       | 21. Dezember  | Pavilion, Virginia Beach, Virginia, USA                      | Anthony Davis                                                                                       | Sieg / TKO 4. Runde                                 |
| 1986                                                       | 1. März       | Americana Host Farm Resort, Lancaster, Pennsylvania, USA     | Chisanda Mutti                                                                                      | Sieg / TKO 3. Runde                                 |
| 1986                                                       | 6. April      | Corpus Christi, Texas, USA                                   | Jesse Shelby                                                                                        | Sieg / KO 3. Runde                                  |
| 1986                                                       | 28. Mai       | Metairie, Louisiana, USA                                     | Terry Mims                                                                                          | Sieg / KO 5. Runde                                  |
| 1986                                                       | 12. Juli      | The Omni, Atlanta, Georgia, USA                              | Dwight Qawi WBA-Cruisergewicht-Weltmeisterschaft                                                    | Punktsieg (geteilte Entscheidung) / 15 Runden       |
| 1986                                                       | 8. Dezember   | Paris, Frankreich                                            | Mike Brothers                                                                                       | Sieg / TKO 3. Runde                                 |
| 1987                                                       | 14. Februar   | Bally's Hotel & Casino, Reno, Nevada, USA                    | Henry Tillman WBA-Cruisergewicht-Titelverteidigung                                                  | Sieg / TKO 7. Runde                                 |
| 1987                                                       | 15. Mai       | Caesars Palace, Las Vegas, Nevada, USA                       | Rickey Parkey IBF/WBA-Cruisergewicht-Titelvereinigung                                               | Sieg / TKO 3. Runde                                 |
| 1987                                                       | 15. August    | Saint-Tropez, Var, Frankreich                                | Ossie Ocasio IBF/WBA-Cruisergewicht-Titelverteidigung                                               | Sieg / TKO 11. Runde                                |
| 1987                                                       | 05. Dezember  | Convention Center, Atlantic City, New Jersey, USA            | Dwight Qawi IBF/WBA-Cruisergewicht-Titelverteidigung                                                | Sieg / KO 4. Runde                                  |
| 1988                                                       | 09. April     | Caesars Palace, Las Vegas, Nevada, USA                       | Carlos De León IBF/WBA/WBC-Cruisergewicht-Titelvereinigung                                          | Sieg / TKO 8. Runde                                 |
| 1988                                                       | 16. Juli      | Caesars Tahoe, Stateline, Nevada, USA                        | James Tillis                                                                                        | Sieg / Aufgabe 5. Runde                             |
| 1988                                                       | 09. Dezember  | Convention Hall, Atlantic City, New Jersey, USA              | Pinklon Thomas                                                                                      | Sieg / Aufgabe 7. Runde                             |
| 1989                                                       | 11. März      | Caesars Palace, Las Vegas, Nevada, USA                       | Michael Dokes                                                                                       | Sieg / TKO 10. Runde                                |
| 1989                                                       | 15. Juli      | Caesars Tahoe, Stateline, Nevada, USA                        | Adilson Rodrigues                                                                                   | Sieg / KO 2. Runde                                  |
| 1989                                                       | 04. November  | Trump Plaza Hotel, Atlantic City, New Jersey, USA            | Alex Stewart                                                                                        | Sieg / TKO 8. Runde                                 |
| 1990                                                       | 01. Juni      | Convention Hall, Atlantic City, New Jersey, USA              | Seamus McDonagh                                                                                     | Sieg / TKO 4. Runde                                 |
| 1990                                                       | 25. Oktober   | Mirage Hotel & Casino, Las Vegas, Nevada, USA                | James Douglas IBF/WBA/WBC-Schwergewicht-Weltmeisterschaft                                           | Sieg / KO 3. Runde                                  |
| 1991                                                       | 19. April     | Convention Center, Atlantic City, New Jersey, USA            | George Foreman IBF/WBA/WBC-Schwergewicht-Titelverteidigung                                          | Punktsieg (einstimmig) / 12 Runden                  |
| 1991                                                       | 23. November  | The Omni, Atlanta, Georgia, USA                              | Bert Cooper IBF/WBA-Schwergewicht-Titelverteidigung                                                 | Sieg / TKO 7. Runde                                 |
| 1992                                                       | 19. Juni      | Caesars Palace, Las Vegas, Nevada, USA                       | Larry Holmes IBF/WBA/WBC-Schwergewicht-Titelverteidigung                                            | Punktsieg (einstimmig) / 12 Runden                  |
| 1992                                                       | 13. November  | Thomas & Mack Center, Las Vegas, Nevada, USA                 | Riddick Bowe IBF/WBA/WBC-Schwergewicht-Titelverteidigung                                            | Punktniederlage (einstimmig) / 12 Runden            |
| 1993                                                       | 26. Juni      | Convention Center, Atlantic City, New Jersey, USA            | Alex Stewart                                                                                        | Punktsieg (einstimmig) / 12 Runden                  |
| 1993                                                       | 06. November  | Caesars Palace, Las Vegas, Nevada, USA                       | Riddick Bowe IBF/WBA-Schwergewicht-Weltmeisterschaft                                                | Punktsieg (Mehrheitsentscheidung) / 12 Runden       |
| 1994                                                       | 22. April     | Caesars Palace, Las Vegas, Nevada, USA                       | Michael Moorer IBF/WBA-Schwergewicht-Titelverteidigung                                              | Punktniederlage (Mehrheitsentscheidung) / 12 Runden |
| 1995                                                       | 20. Mai       | Convention Center, Atlantic City, New Jersey, USA            | Ray Mercer                                                                                          | Punktsieg (einstimmig) / 10 Runden                  |
| 1995                                                       | 04. November  | Caesars Palace, Las Vegas, Nevada, USA                       | Riddick Bowe                                                                                        | Niederlage / TKO 8. Runde                           |
| 1996                                                       | 10. Mai       | Madison Square Garden, New York, New York, USA               | Bobby Czyz                                                                                          | Sieg / Aufgabe 5. Runde                             |
| 1996                                                       | 09. November  | MGM Grand, Las Vegas, Nevada, USA                            | Mike Tyson WBA-Schwergewicht-Weltmeisterschaft                                                      | Sieg / TKO 11. Runde                                |
| 1997                                                       | 28. Juni      | MGM Grand, Las Vegas, Nevada, USA                            | Mike Tyson WBA-Schwergewicht-Titelverteidigung                                                      | Sieg / Disqualifikation 3. Runde                    |
| 1997                                                       | 08. November  | Thomas & Mack Center, Las Vegas, Nevada, USA                 | Michael Moorer IBF/WBA-Schwergewicht-Titelvereinigung                                               | Sieg / Aufgabe 8. Runde                             |
| 1998                                                       | 19. September | Georgia Dome, Atlanta, Georgia, USA                          | Vaughn Bean IBF/WBA-Schwergewicht-Titelverteidigung                                                 | Punktsieg (einstimmig) / 12 Runden                  |
| 1999                                                       | 13. März      | Madison Square Garden, New York, New York, USA               | Lennox Lewis IBF/WBA/WBC-Schwergewicht-Titelvereinigung                                             | Unentschieden (geteilte Entscheidung) / 12 Runden   |
| 1999                                                       | 13. November  | Thomas & Mack Center, Las Vegas, Nevada, USA                 | Lennox Lewis IBF/WBA/WBC-Schwergewicht-Titelvereinigung vakante IBO-Schwergewicht-Weltmeisterschaft | Punktniederlage (einstimmig) / 12 Runden            |
| 2000                                                       | 12. August    | Paris Las Vegas, Las Vegas, Nevada, USA                      | John Ruiz vakante WBA-Schwergewicht-Weltmeisterschaft                                               | Punktsieg (einstimmig) / 12 Runden                  |
| 2001                                                       | 03. März      | Mandalay Bay Resort & Casino, Las Vegas, Nevada, USA         | John Ruiz WBA-Schwergewicht-Titelverteidigung                                                       | Punktniederlage (einstimmig) / 12 Runden            |
| 2001                                                       | 15. Dezember  | Foxwoods Resort, Mashantucket, Connecticut, USA              | John Ruiz WBA-Schwergewicht-Weltmeisterschaft                                                       | Unentschieden (geteilte Entscheidung) / 12 Runden   |
| 2002                                                       | 01. Juni      | Boardwalk Hall, Atlantic City, New Jersey, USA               | Hasim Rahman                                                                                        | Punktsieg (Technische Entscheidung) / 8. Runde      |
| 2002                                                       | 14. Dezember  | Boardwalk Hall, Atlantic City, New Jersey, USA               | Chris Byrd vakante IBF-Schwergewicht-Weltmeisterschaft                                              | Punktniederlage (einstimmig) / 12 Runden            |
| 2003                                                       | 04. Oktober   | Mandalay Bay Resort & Casino, Las Vegas, Nevada, USA         | James Toney                                                                                         | Niederlage / TKO 9. Runde                           |
| 2004                                                       | 13. November  | Madison Square Garden, New York, New York, USA               | Larry Donald                                                                                        | Punktniederlage (einstimmig) / 12 Runden            |
| 2006                                                       | 18. August    | American Airlines Center, Dallas, Texas, USA                 | Jeremy Bates                                                                                        | Sieg / TKO 2. Runde                                 |
| 2006                                                       | 10. November  | Alamodome, San Antonio, Texas, USA                           | Fres Oquendo                                                                                        | Punktsieg (einstimmig) / 12 Runden                  |
| 2007                                                       | 17. März      | American Bank Center, Corpus Christi, Texas, USA             | Vinny Maddalone                                                                                     | Sieg / TKO 3. Runde                                 |
| 2007                                                       | 30. Juni      | Don Haskins Convention Center, El Paso, Texas, USA           | Lou Savarese                                                                                        | Punktsieg (einstimmig) / 10 Runden                  |
| 2007                                                       | 13. Oktober   | Khodynka Ice Palace, Moscow, Russland                        | Sultan Ibragimov WBO-Schwergewicht-Weltmeisterschaft                                                | Punktniederlage (einstimmig) / 12 Runden            |
| 2008                                                       | 20. Dezember  | Hallenstadion, Zürich, Schweiz                               | Nikolai Walujew WBA-Schwergewicht-Weltmeisterschaft                                                 | Punktniederlage (Mehrheitsentscheidung) / 12 Runden |
| 2010                                                       | 10. April     | Thomas & Mack Center, Las Vegas, Nevada, USA                 | Francois Botha WBF-Schwergewicht-Weltmeisterschaft                                                  | Sieg / TKO 8. Runde                                 |
| 2011                                                       | 22. Januar    | The Greenbrier, White Sulphur Springs, West Virginia, USA    | Sherman Williams WBF-Schwergewicht-Titelverteidigung                                                | Ungültig / Abbruch in Runde 3                       |
| 2011                                                       | 07. Mai       | Koncerthuset, Kopenhagen, Dänemark                           | Brian Nielsen                                                                                       | Sieg / TKO 10. Runde                                |
| (Quelle: Evander Holyfield in der BoxRec-Datenbank)        |               |                                                              | |                                                     |

## Trivia

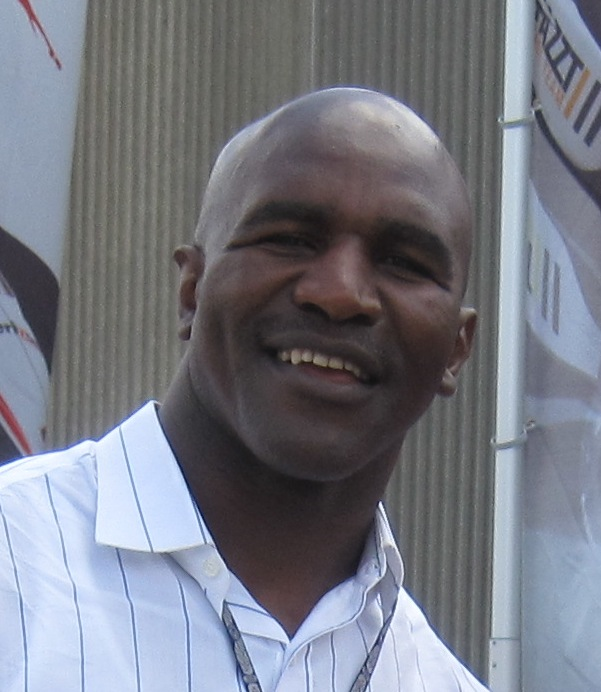
Holyfield im Jahr 2010

Holyfield taucht auch in den Folgen Oh, Plastikbaum (Staffel 1, Folge 15) der Fernsehserie Der Prinz von Bel-Air und in „Teamgeist“ (Staffel 3, Folge 18) der Serie Hör mal, wer da hämmert auf, in denen er sich selbst spielt. 1990  hatte er einen kurzen Gastauftritt als Jahrmarkt-Boxer in dem Horror-Film Mad jake (Blood Salvage). Im Film Zwei vom alten Schlag ist er zusammen mit Mike Tyson in einer Szene während des Abspanns zu sehen, in der ein Promoter versucht, ihn zu einem Revanchekampf zu überreden. Auch im Film Arthur von 2011 spielt er sich selbst.